# Experience the Divine: Greatest Hits
Experience the Divine: Greatest Hits è un album di raccolta della cantante statunitense Bette Midler, pubblicato nel 1993.

## Tracce
1. Hello in There (John Prine) – 4:17
2. Do You Want to Dance? (Bobby Freeman) – 2:44
3. From a Distance (Julie Gold) – 4:37
4. Chapel of Love (Jeff Barry, Ellie Greenwich, Phil Spector) – 2:53
5. Only in Miami (Max Gronenthal) – 3:57
6. When a Man Loves a Woman (Calvin Lewis, Andrew Wright) – 4:42
7. The Rose (Single version) (Amanda McBroom) – 3:40
8. Miss Otis Regrets (Cole Porter) – 2:39
9. Shiver Me Timbers (Live version) (Tom Waits) – 4:42
10. Wind Beneath My Wings (Larry Henley, Jeff Silbar) – 4:52
11. Boogie Woogie Bugle Boy (Don Raye, Hughie Prince) – 2:19
12. One for My Baby (and One More for the Road) (Live) (Harold Arlen, Johnny Mercer, additional lyrics by Marc Shaiman and Bette Midler) – 4:06
13. Friends (Mark Klingman, Buzzy Linhart) – 2:55
14. In My Life (Single version) (John Lennon, Paul McCartney) – 3:12